# Eduard Bernstein
Eduard Bernstein (Berlin, 1850. január 6. – Berlin, 1932. december 18.) német szociáldemokrata politikai teoretikus, politikus, a revizionizmus irányzatának alapítója.

## Élete
Bernstein a jelenleg Berlinhez tartozó Schönebergben született, zsidó származású családban, de szülei a református vallást gyakorolták. Mozdonyvezető apja népes családot tartott el, a 15 gyermek közül Bernstein a hetedik volt. Pénzügyi okok miatt 1866-tól kimaradt a gimnáziumból, s bankgyakornokként, majd banktisztviselőként dolgozott 1878-ig. Politikai karrierje 1872-ben kezdődött, amikor csatlakozott a marxista tendenciájú, eisenach-i Szociáldemokrata Munkáspárthoz (Sozialdemokratische Arbeiterpartei Deutschlands – SDAP), s hamarosan egyik ismert aktivistája lett. Bernstein pártja két választáson is megmérkőzött a Ferdinand Lassalle által vezetett, rivális Általános Német Munkásegylettel (Allgemeiner Deutscher Arbeiterverein – ADAV), de egyik párt sem tudta megszerezni a baloldali szavazatok jelentős többségét. 1874-ben Eugen Dühring követője. 
1875. február 14–15-én August Bebel és Wilhelm Liebknecht társaságában részt vett a két munkáspárt egyesítését előkészítő bizottság munkájában, illetve a május 25–27-én a Gothá-ban rendezett egyesítő kongresszuson. Karl Marx élesen bírálta az új párt programját A gothai program kritikája című művében. Marx az egyesülésre úgy tekintett, mint amely teljesen elhibázott, feladja a forradalmi elveket, s opportunista módon kapitulál a lassalleánus nézetek előtt.
Az egyesített párt (Sozialistische Arbeiterpartei Deutschlands – SAP) az 1877-es Reichstag választásokon több, mint 490 ezer szavazatot szerzett. Az I. Vilmos német császár elleni merényletkísérletek miatt Otto von Bismarck kancellár 1878. október 19-én bevezette a szocialistaellenes törvényt (Sozialistengesetz), mellyel betiltott minden szocialista szervezetet, gyűlést és kiadványt, bár a munkáspártnak nem volt semmi köze a merényletekhez. A törvény nem érte el célját, mivel az SAP az üldözés ellenére is növelte támogatottságát. Az 1884-es Reichstag választásokon 550 ezer, míg 1887-es választásokon 763 ezer szavazatot sikerült szereznie.

### Svájc
Bernstein 1878. október 12-én Karl Höchbergnek, a munkáspárt egyik tehetős mecénásának személyi titkára lett, s átköltözött Luganóba. Ezt követően letartóztatási parancsot adtak ki ellene, mely kizárta a lehetőségét, hogy visszatérjen Németországba, így több mint húsz éven át emigrációban kellett maradnia. 1879 júniusától, Friedrich Engels Anti-Dühring című művének hatására marxistának vallotta magát, s levelezésbe kezdett a szerzővel. Miután kudarccal végződött Höchberg kísérlete, hogy a Der Sozialdemokrat-ot ellenőrzése alá vonja, saját lapot adott ki „Jahrbuch für Sozialwissenschaft und Sozialpolitik” címmel. Az újság Visszapillantások a németországi szocialista mozgalomra (Rückblicke auf die sozialistische Bewegung in Deutschland) című, programadó írását Karl Höchberg, Carl August Schramm és Bernstein írta. A „kiáltvány” reformista szelleme elemi felháborodást keltett Marxban és Engelsben, s Körlevél Bebelnek, Liebknechnek, Brackénak és másoknak című írásukban részletes bírálatot gyakoroltak fölötte, s felvetették, hogy a szerzőknek valószínűleg nincs helyük a munkáspártban. Bernstein ennek ellenére szeptembertől a hivatalos pártlap, a Der Sozialdemokrat munkatársa lett.
1880. december 9-én Bebel társaságában Londonba utazott Marx és Engels meglátogatására, s abból a célból, hogy az esetleges nézeteltéréseket tisztázzák. A látogatás sikeres volt, Bernstein pozitív benyomást tett Engelsre, s döntés született arról, hogy visszatérte után Georg von Vollmartól átveszi a Der Sozialdemokrat szerkesztését, mely munkakört tíz éven át betöltött. Ezen időszak alatt alapozta meg a párt egyik fő teoretikusaként és kifogástalan ortodox marxistaként hírnevét. Ebben segítségére volt, hogy közeli személyes és szakmai barátságot kötött Engelsszel. 1883 márciusában részt vett pártja illegális koppenhágai kongresszusán. 1884-ben látogatást tett Engelsnél Londonban. 1886-ban házasságot kötött egy kétgyermekes özveggyel.

### London
1887-ben a német kormány elérte a svájci hatóságoknál, hogy tiltsák be Der Sozialdemokrat-ot, majd 1888-ban Bismark meggyőzte a svájci kormányt, hogy a német szociáldemokrata párt számos fontos tagját utasítsák ki az országból, így Bernstein Engelshez és Kautskyhoz társulva Londonba költözött. Kapcsolata Engelsszel hamarosan barátsággá fejlődött. Kapcsolatba lépett számos angol szocialista szervezettel, köztük a Fabiánus Társasággal (Fabian Society) és Henry Hyndman Szociáldemokrata Föderációjával. Ezen időszak alatt újságíróból fokozatosan tudóssá vált. 1891-ben részt vett a párt erfurti programjának kidolgozásában. 1891 és 1893 között Lassalle műveinek a kiadásán dolgozott. Ekkoriban a berlini Vorwärts tudósítója és a Die Neue Zeit munkatársa volt. 1895-ben elhidegült Kautskytól. Engels 1895. augusztus 5-i halála után Engels végrendeletének egyik végrehajtója, s Bebellel irodalmi hagyatékának gondozója lett.
1896 és 1898 között publikálta A szocializmus problémái (Probleme des Sozialismus) című cikksorozatát Die Neue Zeit hasábjain, melyben a marxizmus felülvizsgálatát kezdeményezte. 1898-ban elkezdődtek a revizionizmus-viták az SPD-ben. 1899-ben jelent meg revizionista nézeteit összefoglaló műve, A szocializmus előfeltételei és a szociáldemokrácia feladatai (Die Voraussetzungen des Sozialismus und die Aufgaben der Sozialdemokratie) címmel. 1900-ban eldöntötte, hogy visszatér Németországba és vitába száll a bírálóival, akik közül a legjelentősebbek: August Bebel, Karl Kautsky, Wilhelm Liebknecht illetve Georgij Valentyinovics Plehanov, hozzájuk hamarosan csatlakozott Rosa Luxemburg is Reform vagy forradalom? című cikksorozatával. Ugyanebben az évben publikálta A szocializmus történetéhez és elméletéhez (Zur Geschichte und Theorie des Sozialismus) című munkáját. Kilépett a Die Neue Zeit munkatársai közül és írásait a Sozialistische Monatschefte című folyóiratban jelentette meg.

### Berlin

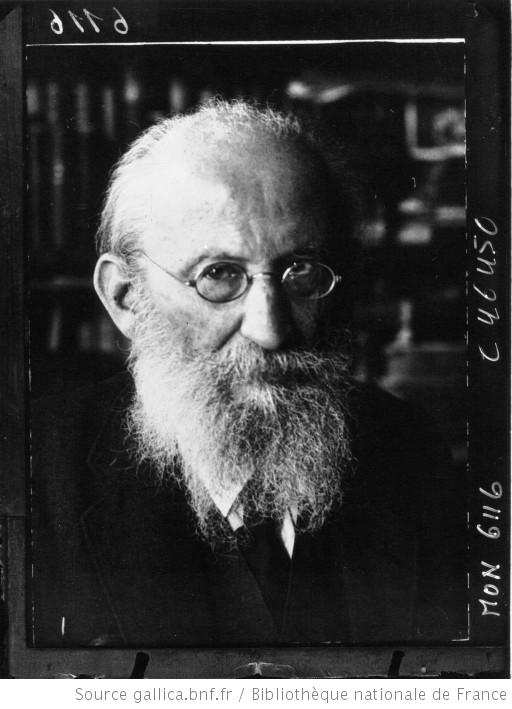
Eduard Bernstein (1932)

Miután amnesztiában részesült, 1901 elején visszatérhetett Németországba. A Vorwärts munkatársa lett, s szónokként is feltűnt a pártrendezvényeken. 1902-től 1918-ig a Reichstag tagja. 1902-től 1905-ig kiadta a Dokumente des Sozialismus. Hefte für Geschichte, Urkunden und Bibliographie des Sozialismus című folyóiratot. 1905-ben állást foglalt a tömegsztrájk mellett, hatékony eszköznek tartotta a politikai célok elérésére. 1906 és 1913 között főleg történelmi témájú munkákat írt és a londoni The Nation című lap munkatársa volt. 1912-től a külpolitikai kérdések felé fordult érdeklődése. 1913-ban a fegyverkezési törvényjavaslat ellen szavazott az SPD frakció balszárnyával együtt. Bebellel közösen kiadta Marx és Engels levelezését. Bár 1914 augusztusában megszavazta a hadi hiteleket a többséggel együtt, ellenezte a háborút, s egyre inkább eltávolodott az SPD jobbszárnyától. 1915 februárjában fellépett Karl Liebknecht érdekében. Júniusban Hugo Haase és Karl Kautsky társszerzőségével kiadta Das Gebot der Stunde című háborúellenes manifesztumot.
1915 december 29-én 17 képviselőtársával együtt elutasította a hadi hitelek megszavazását.1916 márciusában Hugo Haase kizárása után 16 képviselőtársával együtt kilépett az SPD frakcióból és megalakították a Szociáldemokrata Munkaközösséget. 1917-ben részt vett a Németország Független Szociáldemokrata Pártja (Unabhängige Sozialdemokratische Partei Deutschlands – USPD) megalapításában. 1919 januárjában visszalépett az SPD-be. Az 1918-as novemberi forradalom után a pénzügyminisztérium államtitkárának helyettesi pozícióját töltötte be 1919 februárjáig. 1920-tól 1928-ig újra a birodalmi gyűlés képviselője lett. 1921-ben részt vett az SPD görlitzi programjának megírásában. 1923-ban elhunyt felesége. 1925-ben kiadta Engels hozzá intézett leveleit. 1928-ban visszavonult a politikai élettől. 1932. december 18-án Berlinben hunyt el.

## Művei
- Eduard Bernstein: Eduard Bernstein Internet Archive (angol nyelven). Marxists Internet Archive, 2013. augusztus 8. (Hozzáférés: 2013. augusztus 8.)

## Magyarul
- Ami a marxizmusban maradandó; ford. Székely Artúr; Galilei-Kör, Bp., 1914 (A Galilei-Kör könyvtára)
- A világháború okiratai, 1-8.; összeáll. Eduard Bernstein; Népszava, Bp., 1915
  - 1. A német fehérkönyv
  - 2-3. Az angol kékkönyv / A miniszterek történelmi fejtegetései és nyilatkozatai / A brit külügyi hivatal táviratváltása
  - 4. Az orosz narancssárga könyv. Az államok között való tárgyalások 1914. júl. 10-23. és júl. 24-aug. 6. között
  - 5. A belga szürkekönyv
  - 6. A szerb kékkönyv. A szerb kormány diplomáciai levelezése 1914. jún. 16-29.–aug. 3-16.
  - 7. Az olasz zöldkönyv. Diplomáciai okiratok, melyeket Sonnino 1915. máj. 20-án az olasz országgyűlés elé terjesztett
  - 8. A francia sárgakönyv. Diplomáciai okiratok 1914
- A görlitzi pártprogram; bev., jegyz. Bernstein Eduárd, ford. Kálmán Miksa; Népszava, Bp., 1922 (Munkáskönyvtár)
- Mi a szocializmus?; ford. Migray József; Népszava, Bp., 1922 (Szocialista agitációs füzetek)
- A gazdaságtörténet alapvonalai; ford. Kálmán Miksa; Népszava, Bp., 1923 (Munkáskönyvtár)
- Lassalle Ferdinánd és jelentősége a munkásosztály számára. Emlékirat halálának negyvenedik évfordulója alkalmából; ford. Takács Mária; Népszava, Bp., 1923 (Munkáskönyvtár)
- A szocializmus előfeltételei és a szociáldemokrácia feladatai; Kossuth, Bp., 1971
- A szocializmus előfeltételei és a szociáldemokrácia feladatai; ford. ford. Réthelyi Károlyné; Kossuth, Bp., 1989, 262 old. ISBN 9630934582

## Fordítás
- Ez a szócikk részben vagy egészben a Eduard Bernstein című angol Wikipédia-szócikk ezen változatának fordításán alapul.  Az eredeti cikk szerkesztőit annak laptörténete sorolja fel. Ez a jelzés csupán a megfogalmazás eredetét és a szerzői jogokat jelzi, nem szolgál a cikkben szereplő információk forrásmegjelöléseként.